# Gernika bajo las bombas
Gernika bajo las bombas es una miniserie basada en el bombardeo de Guernica.

## Argumento
Miniserie de dos capítulos. Son varias historias que se entremezclan entre realidad y ficción.

## Comentarios
Los exteriores que recrean al municipio de Guernica de la época se realizaron entre Oyarzun y Hernani. Las imágenes de Guernica durante y tras el bombardeo se realizaron en el municipio burgalés de Castil de Carrias. Las escenas interiores se han rodado en el Palacio de Miramar (despachos de Von Richtofen y el lendakari), Palacio de Ayete (hotel de los periodistas) y Villa Soroa (sede del diario The Times en Londres).

## Personajes basados en la vida real
- José Antonio Aguirre, primer lendakari durante la Segunda República Española, interpretado por Roberto Álvarez.[2]
- George Steer, periodista de The Times, interpretado por Marc Schardan.
- General Emilio Mola, fue el que dirigió las operaciones al mando del Ejército del Norte, interpretado por Antonio Dechent.
- Wolfram von Richthofen, militar alemán que dirigió la Legión Cóndor.